# Йонкер (титул)
Йонкер (нидерл. Jonkheer; женский эквивалент — jonkvrouw; фр. Écuyer) — гоноратив в Нижних землях, обозначающий самый низкий ранг в дворянстве. В Нидерландах в основном используется в качестве префикса для нетитулованного дворянства, в Бельгии является самым низким дворянским титулом. Является эквивалентом юнкера.

## Дворянский титул
Jonkheer или jonkvrouw буквально переводится как «молодой лорд» или «молодая леди». В Средневековье таким человеком мог быть молодой и холостой ребёнок высокотитулованного рыцаря или аристократа. Множество знатных семей не могли обеспечить титул рыцаря для всех своих сыновей из-за дороговизны снаряжения. Тем самым старший сын становился молодым лордом, в то время как его братья оставались эсквайрами.
Однако в Нижних землях (как и в других частях континентальной Европы) только главы наиболее знатных семей обладали титулами, передававшимися по мужской линии, из-за чего у большей части дворянства никаких титулов просто не было. Термин Jonkheer и его женская версия jonkvrouw довольно быстро приобрели смысл почётного знака, свидетельствующего о причастности его носителя к дворянству при отсутствии титула. Аббревиатура jhr. (для мужчин) или jkvr. (для женщин) ставится перед именем, но не перед государственным званием.
Этот гоноратив сравним с австрийским термином «эдлер», немецким титулом «юнкер» и английскими титулами «достопочтенный» (ребёнок барона и виконта, или младший сын эрла) и «лорд» или «леди» (человек принадлежит к старинному, но не высокотитульному нидерландскому дворянству).
Супругу йонкера именуют mevrouw, что переводят на английский как мадам, сокращённо обозначая «Mrs.». Но если она является jonkvrouw, то её можно именовать как таковую, если она не решит использовать фамилию мужа.
Титул йонкфроу носила Дельфина Боэль, внебрачная дочь короля Альберта II, до официального признания принцессой в 2020 году.